# Théodore Kœnig
Théodore Kœnig (né le 7 avril 1922 à Liège et mort en 1997) est un poète, un céramiste, un collagiste belge surréaliste.
Il est cofondateur, avec  Joseph Noiret et Marcel Havrenne, de la revue Phantomas en 1953, facteur convergent entre Dada, CoBrA et Surréalisme, entre poésie et peinture, entre la Belgique et l'Italie.
Installé dès 1968 à Calice Ligure en Italie avec sa femme Marion, il y accueillera son ami de longue date le poète et peintre belge Jean Raine et participeront avec Emilio Scanavino au mouvement artistique CopArt qui s'y développera.
Ses cendres sont au cimetière du Père Lachaise, Division 87, case n° 21738, à Paris.

« C'est Théodore Koenig qui me fit connaître l'Italie des ligures et les peintres qui y séjournaient tous les étés à Calice autour de la galerie Il Punto et de Remo Pastori."" »

— Jean Raine

## Ouvrages
- Le Poème mobile. Poème écrit en collaboration par Théodore Koenig et Roland Giguère le 25 mai 1950 sur une distance de 362 milles Boston-Montréal, (Montréal), les Éditions Erta (1950)
- Acrocités antiques, Les Écrivains Réunis Armand Henneuse (1954)
- Le jardin zoologique écrit en mer, poèmes, dessins de Conrad Tremblay (1954)
- Féronie ; gravure d'Armand Silvestre, (1960)
- Agronomie et fausses réalités, Jean Raine et Vincenzo Torcello
- Dix manières dans l'art de considérer les vaches ; avec un Sans doute de Marcel Lecomte ; couverture de Gianni Bertini
- États d'imagination ou la littérature en pan de chemise ; six illustrations de Gianni Bertini
- La métamorose  (1980)
- Gérance d'avril ; précédé d'une logoanalyse par Alain Borer (1980)
- Histoire de la peinture chez Phantomas : des années 1950/80  (1990)
- L'aphorismose ; illustré par trois gravures originales de Guido Biasi - Ed.: 1973- rééd. La Différence, collection Littérature (1995) Préface de Stéphan Lévy-Kuentz.
- La langue d'Éole ; dessins d'Aubin Pasque (1955)
- La loco-émotive : œuvres sémantiques II ; dessins de Robert Willems (1973)
- Lettres de Raoul Hausmann, Laser edition (1990)
- Analectes, sélection et avant-propos de Bernard Jourdan; avertissement par Sarenco, Colognola ai Colli (Verona), Rara international, [1990]
- Envols de nuit : suite d'Envols ; préface de Serge Brindeau (1991)